# ویتاگراف
ویتاگراف (به انگلیسی: Vitagraph) نام یکی از موفق‌ترین استودیوهای فیلم‌سازی آمریکایی در نخستین سال‌های شروع صنعت فیلم‌سازی بود. این شرکت در ۱۸۹۷ در نیویورک تأسیس شد و بنیان‌گذاران آن دو نفر آمریکایی بریتانیایی‌تبار به نام‌های آلفرد ای اسمیت و جی استوارت بلکتون بودند. از جمله ستارگانی که با این استودیو قرارداد داشتند می‌توان به رودولف والنتینو و نورما تالمج اشاره نمود.
ویتاگراف در ۱۹۱۱ به هالیوود نقل مکان کرد و در ۱۹۲۵ توسط برادران وارنر خریداری شد.